# Язвиниця
Язвиниця — річка в Україні, у Рокитнівському районі Рівненської області. Права притока Ствиги, (басейн Прип'яті).

## Опис
Довжина річки приблизно 2,36 км, найкоротша відстань між витоком і гирлом — 2,21  км, коефіцієнт звивистості річки — 1,21 .

## Розташування
Бере початок на південно-західній стороні від села Біловіж. Тече переважно на північний захід і на південно-східній околиці присілку Сновидовичів впадає у річку Ствигу, праву притоку Прип'яті.

## Цікавий факт
- У XIX столітті річка протікала між урочищами Заболоття та Ласковець.[2]